# 宾夕法尼亚州交通部
賓夕法尼亞州交通部（英語：Pennsylvania Department of Transportation，縮寫PennDOT）負責監督美國賓夕法尼亞州的交通問題。目前賓夕法尼亞州交通部部長是邁克爾·B·卡羅爾。PennDOT管理近40,000英里（64,000公里）的國道和高速公路、約25,000座橋樑以及新的公路建設。賓夕法尼亞州交通部的總部設於哈里斯堡。
賓夕法尼亞交通部監管的其他交通運輸方式包括航空、鐵路、公共交通以及州內公路運輸，PennDOT還負責管理機動車輛的安全和許可以及駕駛執照。
賓夕法尼亞州交通部是根據1970年5月6日賓夕法尼亞州立法機關批准的第120號法案在前賓州公路部的基礎上創建的。